# HD 13692
HD 13692，又名BD-21 396，SAO 167637、HR 651，是一颗恒星，视星等为5.86，位于銀經199.11，銀緯-70.43，其B1900.0坐标为赤經2h 8m 21.2s，赤緯-21° -70.43′ 12″。